# Соціалісти (партія)
Політична партія «Соціалісти» — українська лівоцентристська політична партія ідеологічного типу, створена в 2015 р., з 27 листопада 2019 р. її очолює Євген Анопрієнко - який раніше був заступником Голови партії з організаційної роботи. Заборонена рішенням Верховного суду України 

## Політична платформа
Партія виступає за соціальну ринкову економіку, але проти суспільства, підпорядкованого ринку. Партія підтримує гасло європейських соціалістів: «Ринкова економіка – так; ринкове суспільство – ні!».
«Соціалісти» проти продовження теперішньої моделі розвитку країни та  пропонують відмовитися від неоліберальної моделі на користь соціальної альтернативи – стратегії людського розвитку в ім’я гідного життя для всіх громадян. Механізми змін у країні перебувають у площині досягнення цілі – створення соціальної держави з урахуванням української специфіки. Така держава забезпечує умови для створення справедливого суспільства, подолання бідності та нерівності, підтримки малозабезпечених верств населення.
Найголовнішим напрямком в сфері дотримання законності в країні є подолання корупції, яка охоплює як економічну і політичну систему, так і суспільне життя.
Забезпечення економічної стабільності та позитивних темпів економічного зростання можливо тоді, коли використання сильних ринкових стимулів буде поєднуватися з політикою стратегічного прогнозування, програмування та індикативного планування на державному рівні.
Партія підтримує необхідність націоналізації об’єктів, які були приватизовані з порушенням чинного законодавства, та об’єктів, знаходження яких в приватній власності шкодить національним інтересам України.
Партія вважає за необхідне розвиток в Україні ринку землі через обіг права оренди землі сільськогосподарського призначення із застосуванням всіх необхідних обмежень щодо нецільового використання земельних ресурсів, заборони спекулятивних операцій із землею тощо.
«Соціалісти» виступають за вільний розвиток та використання української та інших мов громадян України.
Партія підтримує необхідність виконання Мінських угод та підписання Акту національного примирення за прикладом іспанського «Пакту Монклоа». «Соціалісти» виступають за відновлення державного суверенітету над Республікою Крим мирним шляхом в інтересах громадян України, які там проживають.

## Історія
Створення 
Під теперішньою назвою партія зареєстрована Міністерством юстиції України 28 січня 2015 р. Головою партії був обраний ветеран соціалістичного руху Василь Цушко. 21 травня 2016 р. він оголосив про складення своїх повноважень та вихід із партії у зв’язку із черговим циклічним погіршенням стану здоров’я.    
25 червня 2016 р. на V з’їзді партії головою «Соціалістів» обрано міністра закордонних справ України (2012-2014 рр.), діючого голову ОБСЄ (2013 р.), народного депутата України V-VII скликань Леоніда Кожару. 27 листопада 2019 р. він звернувся з заявою до з’їзду партії, про складення своїх повноважень та вихід із партії. 
27 листопада 2019 р. на позачерговому з’їзді партії головою «Соціалістів» обрано Євгена Анопрієнко.
Станом на 27 листопада 2019 р. в структуру партії входять 20 регіональних організацій – 19 обласних та Київська міська організація. 
Місцеві вибори 2015 
За даними ЦВК, від партії «Соціалісти» обрано 97 депутатів у 31 міській/районні раді, 122 депутати в 4 селищних та 23 сільських радах, 1 селищний та 5 сільських голів. Партія «Соціалісти» зайняла 19 місце серед 95 партій, що брали участь у виборах. 
Заборона
У червні 2022 року у Мінюст заявив, що партія “Соціалісти” є проросійською партією, і її керівник Євген Якович Анопрієнко з 2019 року здійснює свою діяльність в інтересах так званого “Комітету спасіння України”, діяльність якого координується урядом російської федерації та ексглавою Адміністрації президента України Андрієм Клюєвим. Вказане свідчить про використання політичної партії для підривної діяльності країни-агресора. Також партія “Соціалісти” та її контент, зокрема сайт і соціальні мережі Facebook, спрямовані на популяризацію партії та критику діючої української влади. 
13 червня 2022 року восьмий апеляційний адміністративний суд Львова заборонив партію “Соціалісти”, яку РНБО і Мін’юст вважають проросійською. 
23 вересня 2022 року Верховний Суд остаточно заборонив діяльність партії "Соціалісти". Хоч Верховний Суд частково і задовольнив апеляцію партії та скасував рішення першої інстанції, але прийняв нове, яким заборонив партію. 

## Структура органів партії
Статутні органи партії 
З’їзд; Політична Рада; Виконком; Центральна контрольно-ревізійна комісія.